# Nieuport 11
Il Nieuport 11, citato anche come Nieuport XI e battezzato affettuosamente "Bébé" dai suoi equipaggi, era un caccia monomotore biplano prodotto dall'azienda francese Société Anonyme des Établissements Nieuport negli anni dieci del XX secolo.
Adottato dalle forze aeree delle nazioni della Triplice intesa, principalmente di Francia e Italia, fu utilizzato durante la prima guerra mondiale fino ala fine, proseguendo l'attività operativa in numerose aeronautiche militari.

## Storia del progetto
All'inizio del conflitto le autorità militari francesi decisero di sviluppare nel proprio paese l'arma aerea ricorrendo all'esperienza maturata dalle aziende nazionali che solo pochi anni prima avevano intrapreso lo sviluppo di nuovi modelli. Si voleva dotare i propri reparti di un nuovo modello, richiesta accolta dalla Nieuport.

### Sviluppo
Il progetto fu affidato all'ingegner Gustave Delage il quale sviluppò il suo precedente modello per  una delle tre Gordon Bennett Cup del 1914, il Type 10, che per lo scoppio delle ostilità fu convertito all'uso bellico. Mantenendone l'impostazione generale, monomotore monoposto biplano a carrello fisso, riuscì a mantenerne dimensioni particolarmente compatte, caratteristica  che gli valse il soprannome col quale è ricordato.
Il prototipo volò per la prima volta nel 1915 confermando le caratteristiche di velocità e affidabilità del Type 10, mostrando grande semplicità nelle evoluzioni, grazie alla sua maggiore compattezza. Il modello fu approvato dalle autorità militari francesi ed avviato alla produzione in serie negli stabilimenti aziendali di Issy-les-Moulineaux, un sobborgo di Parigi.

## Tecnica

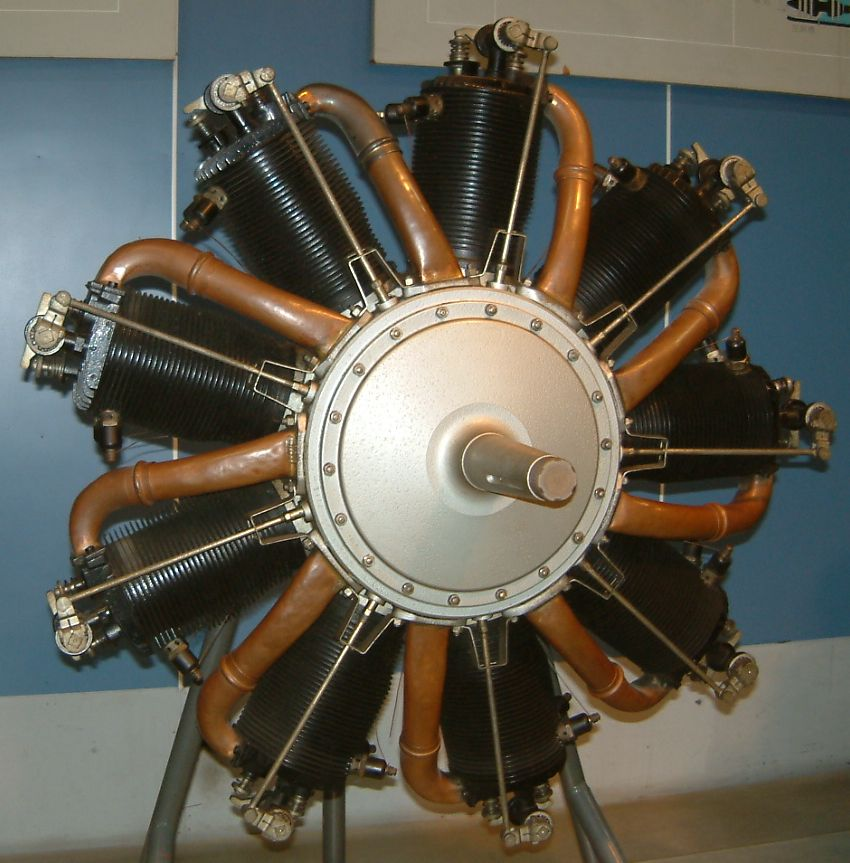
Il motore rotativo Le Rhône 9C del "Bébé".

Biplano, con configurazione sesquiplana, sfruttava gli 80 CV del 9 cilindri rotativo "Le Rhône".
L'armamento del "Bébé" era costituito, per i primissimi esemplari, da una mitragliatrice Hotchkiss Mle 1914 con caricatore da 25 colpi, poi sostituita da una Lewis calibro 7,7 mm con caricatore prima da 47 poi da 97 colpi, posta sull'ala superiore, con traiettoria esterna al raggio d'azione dell'elica. Contrariamente al predecessore N 10 (inizialmente concepito come biposto), l'ancoraggio d'arma era stato previsto in sede di progettazione e consisteva in un supporto tipo Foster a binario curvo. Su tale binario il pilota poteva manovrare manualmente lo scorrimento longitudinale e fissarla nella posizione desiderata per il tiro a brandeggio.

## Impiego operativo
Impiegato specialmente per contrastare i Fokker E.III, il Nieuport Type 11 si dimostrò particolarmente efficace, grazie alle ottime prestazioni di ascesa rapida, mentre il suo principale difetto erano i problemi di aeroelasticità alle alte velocità, noti come flutter, che comportavano forti vibrazioni proporzionali alla velocità, fino a provocare il collasso strutturale. Le cronache registrarono parecchi incidenti, dovuti principalmente al cedimento della struttura alare nel corso delle picchiate, con epiloghi spesso tragici.
La Nieuport provvide allora ad allestire il "Type 17" (nel 1917), modificato e rinforzato, che venne ancora soprannominato "Bébé".
I "Type 11" e "Type 17" furono  i velivoli più amati dai piloti alleati in generale e dagli "assi" in particolare. A bordo dei Nieuport raggiunsero la fama i francesi Guynemer, Jean Navarre e Nungesser, l'inglese Ball, il canadese Bishop, l'australiano del Royal Naval Air Service Roderic Dallas (5 vittorie su Ni.11), i russi Vasilij Jančenko (con 11 vittorie su Ni.11), Aleksandr Aleksandrovič Kazakov (con 5 vittorie su Ni.11) ed Eduard Martynovich Pulpe, oltre agli italiani Mario Stoppani (con 6 vittorie su Ni.11), Ruffo e Baracca, solo per citare i più conosciuti.
Il "Bébé" fu costruito anche in altri paesi, come Paesi Bassi e Russia, sia durante che dopo il conflitto. 
362 esemplari vennero prodotti su licenza dalla Macchi che costruì la variante Nieuport Ni.11.
In Italia vennero distribuiti dal febbraio 1916 alle squadriglie da caccia di prima linea, integrandosi con i Nieuport 10 già in dotazione.
Dal febbraio 1916 la 1ª Squadriglia caccia ricevette i primi esemplari ed a fine marzo la 2ª Squadriglia caccia ne ebbe 6.
Il 2 aprile il sergente maggiore Giuseppe Barattini col mitragliere Moretto obbligavano un aereo nemico a prender terra vicino Monastero a Cascina Bianca ed il 7 aprile Baracca su Ni 11 attaccò un Hansa-Brandenburg C.I costringendolo all'atterraggio ed il volontario Luigi Olivari, il cap. Domenico Bolognesi ed il Cap. Guido Tacchini ne abbattono un altro realizzando le prime vittorie certe dell'aviazione italiana; i nemici furono catturati.
Dal 15 aprile la 1ª Squadriglia caccia diventata 70ª Squadriglia caccia ed al 19 agosto 1916 ne ha in linea 8 ed al 1º gennaio 1917 ancora 10 e la 2ª Squadriglia caccia diventata 71ª Squadriglia caccia vede nel gennaio 1917 i suoi 8 aerei tutti Ni 11.
Anche la 76ª Squadriglia caccia al 25 maggio 1916 aveva i suoi 4 aerei tutti Ni 11 (Mario Stoppani della 76ª ottiene 6 vittorie dal 9 luglio 1916 al 1º dicembre successivo) ed ancora 6 al 13 agosto 1917, la 77ª Squadriglia aeroplani li usa dal mese di luglio 1916 fino al novembre 1917, la 78ª Squadriglia aeroplani da caccia dal 15 agosto 1916 con 7 Ni 11 che usa fino al mese di agosto 1917, la 75ª Squadriglia caccia vedeva al 18 agosto 1916 i suoi 7 aerei tutti Ni 11, la 79ª Squadriglia vola solo su Ni 11 dal 13 gennaio 1917 fino alla fine di ottobre 1917, la 80ª Squadriglia caccia dal 28 febbraio 1917 con 5 Ni 11 fino al 16 luglio 1917, la 82ª Squadriglia dall'11 aprile 1917 con 9 Ni 11, la 81ª Squadriglia aeroplani dal 20 aprile 1917 con 12 Ni 11 fino all'inizio di giugno 1917, la 83ª Squadriglia da maggio 1917, la 84ª Squadriglia da luglio 1917, la 103ª Squadriglia inizia a riceverli dall'agosto 1917 e nel maggio 1918 ne ha 5, la 72ª Squadriglia caccia al 22 ottobre 1917 aveva tutti Ni 11 e la 73ª Squadriglia alla fine del 1917 aveva alcuni Ni 11.
La Sezione Difesa Jesi ne riceve una Sezione dall'ottobre 1917 che usa fino all'ottobre 1918.
La 122ª Squadriglia passa sui Ni 11 nel novembre 1917 e nel febbraio 1918 ne ha 7.
La 77^ in particolare vede il 14 settembre 1916 Ferruccio Ranza, il Tenente Carlo Savio ed il serg. Giuseppe Tesei costringono ad ammarare due idrovolanti nel golfo di Panzano.
Il 18 ottobre Pier Ruggero Piccio abbatte un pallone frenato Drachen ed il 31 ottobre Tesei rivendica una vittoria.
Il 25 novembre Ranza costringe all'atterraggio due Albatros uno verso Hermada ed uno vicino a Ternova.
Il 30 novembre 1917 il Sottotenente Giannino Ancillotto abbatte un Drachen come anche il 3 dicembre.
Anche la 79^ inoltre il 26 aprile 1917 con Attilio Imolesi collabora alla decima vittoria di Baracca. 
Il 14 giugno Marziale Cerutti ottiene la prima vittoria confermata del reparto abbattendo un Hansa-Brandenburg D.I vicino a Monte Verena.
Il 26 settembre Imolesi colpisce un Hansa-Brandenburg C.I che precipita su Asiago e nell'ambito della Battaglia di Caporetto il 26 ottobre Cerutti colpisce un caccia che precipita.
La 80^ pure il 24 aprile con Guido Keller che abbatte un Hansa-Brandenburg C.I che precipita a Vipacco in territorio italiano ed il 24 maggio Alvaro Leonardi costringe ad ammarare un idrovolante Lohner L e l'equipaggio viene catturato dagli italiani.
La 81^ il 1º maggio 1917 con il sergente Ennio Sorrentino abbatte un Hansa-Brandenburg C.I su Vipacco ed il 15 maggio Flavio Torello Baracchini ottiene la prima vittoria abbattendo un aereo Br. C.1, presso Aisovizza seguita da altre tre entro l'inizio di giugno 1917 (3 Br. C.1 ed un Albatros).
La 82^ nell'ambito della Battaglia di Caporetto il 25 ottobre con il Ten. Antonio Fochessati con Piccio su SPAD abbattono un caccia che precipita tra San Leonardo (Italia) ed il Santuario della Beata Vergine di Castelmonte.
La 83^ a settembre 1917 con il Serg. Giovanni Miracca abbatte un Albatros tedesco nella Campagna di Albania ed a Belluno Arturo Dell'Oro abbatte un aereo nemico scagliandocisi contro.
Alla fine del 1917 5 esemplari erano la linea di volo della 5ª Sezione Difesa e dal 18 gennaio 1918 nasce la 108ª Squadriglia con 12 Ni.11.
Dal marzo 1918 una Sezione di Ni.XI era disponibile alla 301ª Squadriglia ed Aeroporto di Napoli-Capodichino nel marzo 1918 arrivano 4 Ni.11 ed il 30 aprile diventa 110ª Squadriglia.
Dall'aprile 1918 la Sezione Difesa Bologna ne ha 3 fino al mese di ottobre come anche la 242ª Squadriglia.
Sempre nell'aprile 1918 la 304ª Sezione ne riceve uno.
Sempre nel 1918 la Sezione Difesa Rimini-Riccione ne ha 4.
Dal 6 settembre 1918 la 306ª Squadriglia ne ha una Sezione ed in novembre ne ha 5.
Dal 1916 in Italia volavano anche gli esemplari della Escadrille N 92 i - N 392 - N 561 per la difesa di Venezia.
Tredici pregevoli repliche del Nieuport Type 11 "Bébé" sono state costruite a Independence (Oregon), nel 1999, per commemorare le epiche gesta della Squadriglia Lafayette, attraverso manifestazioni di volo acrobatico.

## Utilizzatori
Belgio

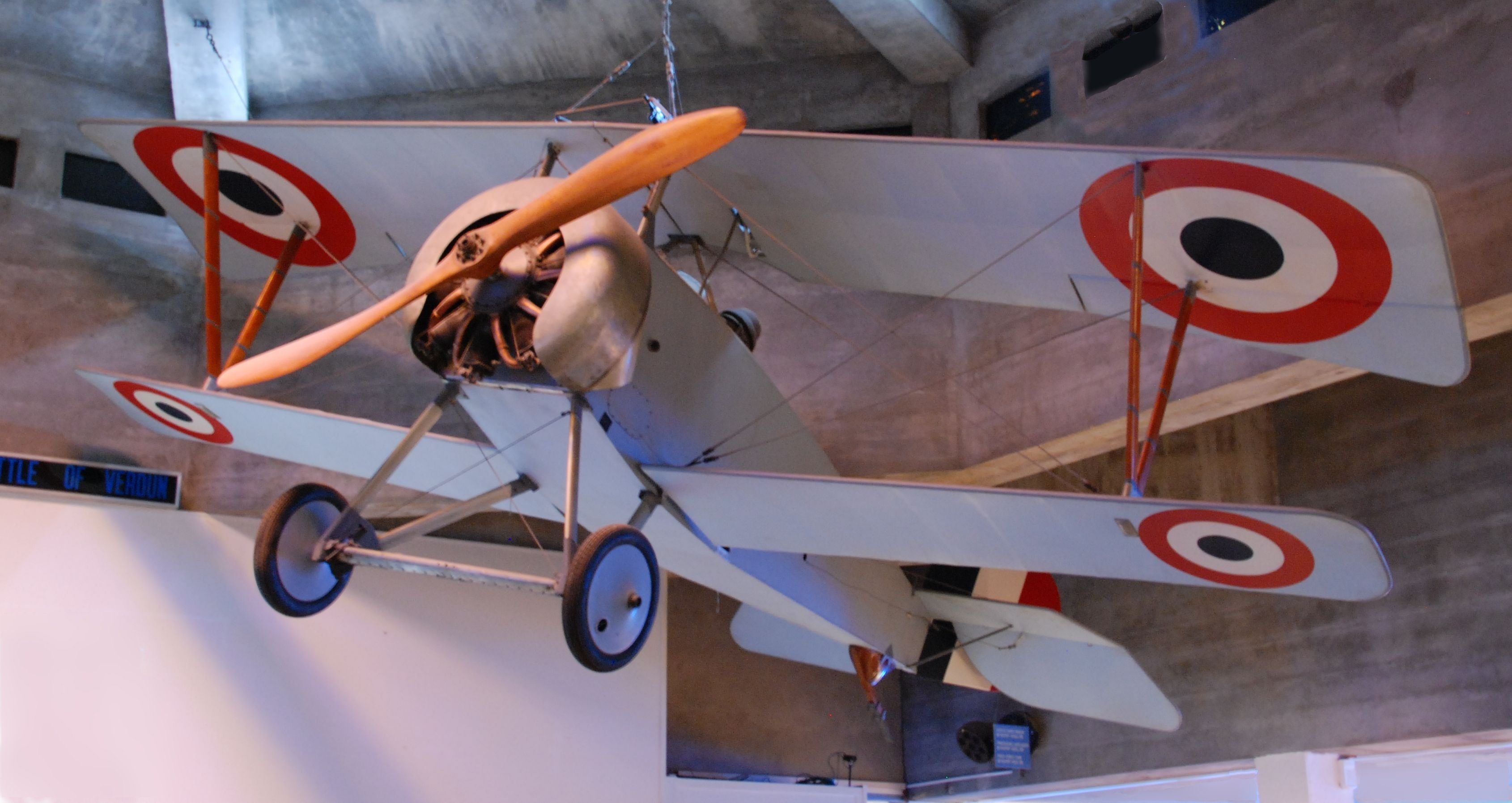
Il Nieuport 11 nella livrea della francese Aviation militaire esposto nel memoriale a Fleury-devant-Douaumont, uno dei sei villaggi francesi completamente distrutti durante la prima guerra mondiale e mai più ricostruiti.

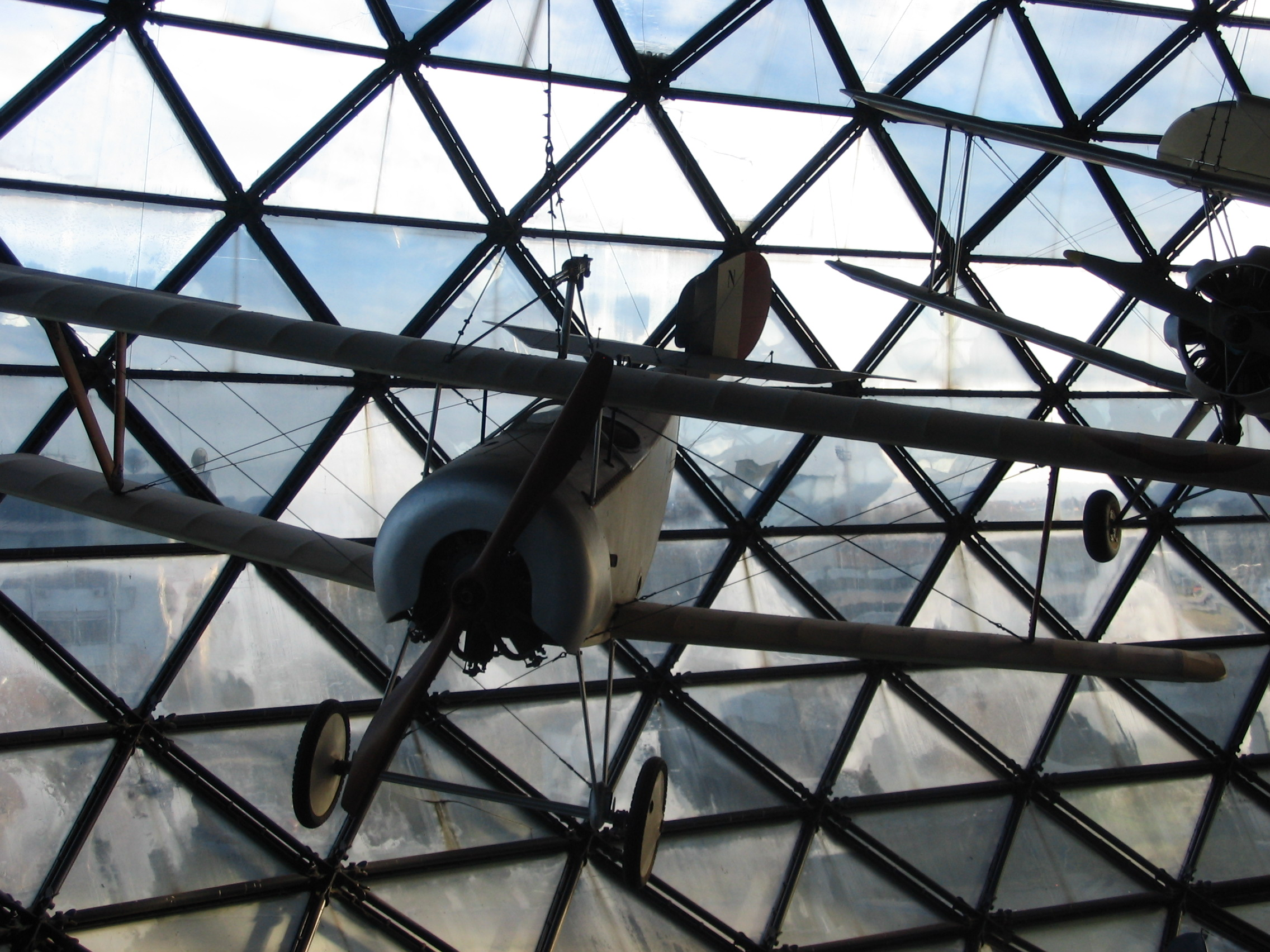
Il Nieuport 11 della Srpska avijacija, forza aerea dell'allora Regno di Serbia, conservato al Museo dell'aeronautica di Belgrado.

- Militair Vliegwezen-Aviation militaire

 Colombia
- Fuerza Aérea Colombiana

 Cecoslovacchia
- Češkoslovenske Letectvo

 Francia
- Aviation militaire

 Regno Unito
- Royal Flying Corps

 Italia
- Corpo Aeronautico Militare

 Paesi Bassi
- Luchtvaartafdeling

 Romania
- Aeronautica Regală Românã

 Impero russo
- Imperatorskij voenno-vozdušnyj flot

 Serbia
- Srpska avijacija

 Siam
- Krom Akat Sayam

 Ucraina